# Fendt

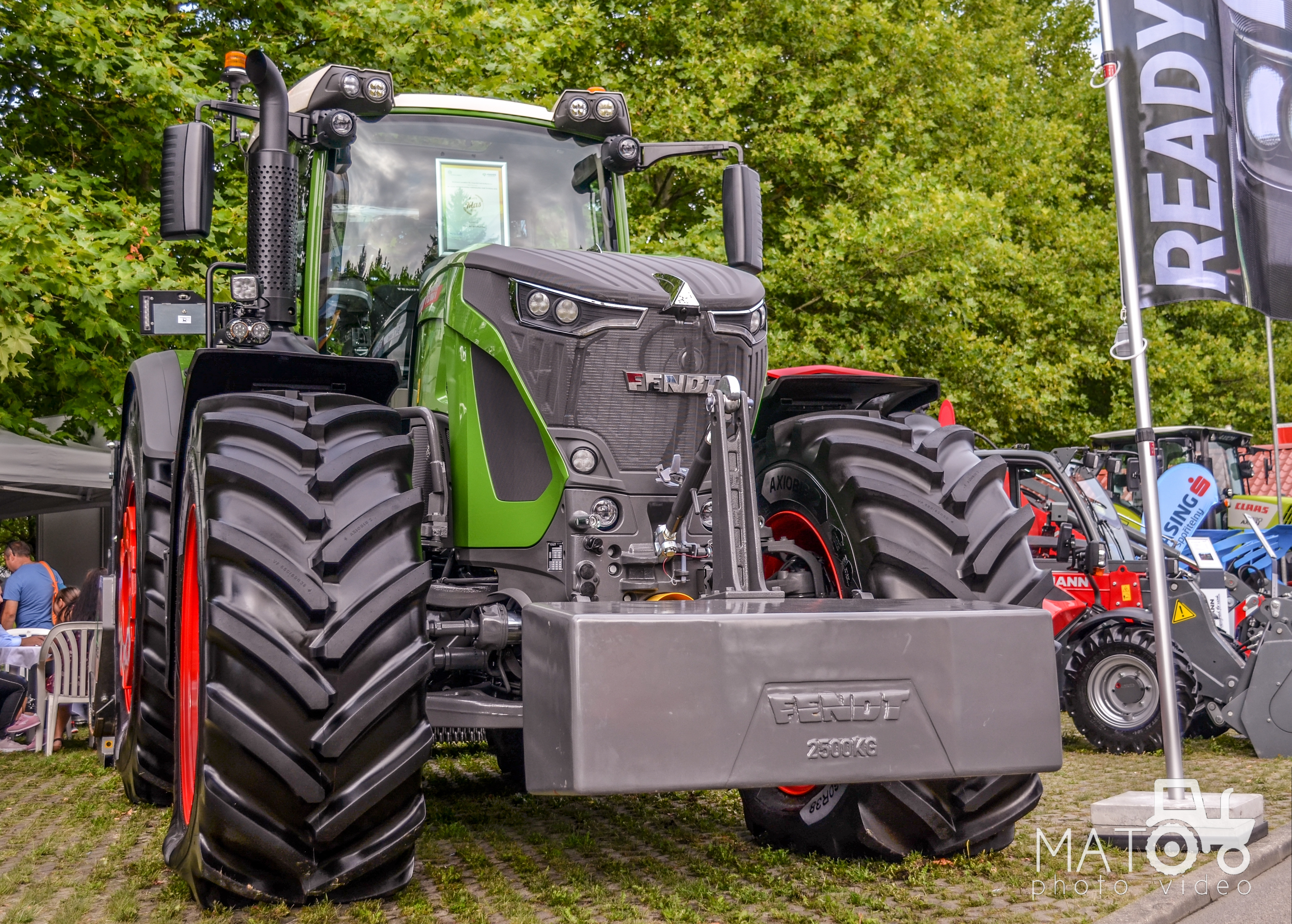
Nový traktor Fendt serie 900 Vario s5

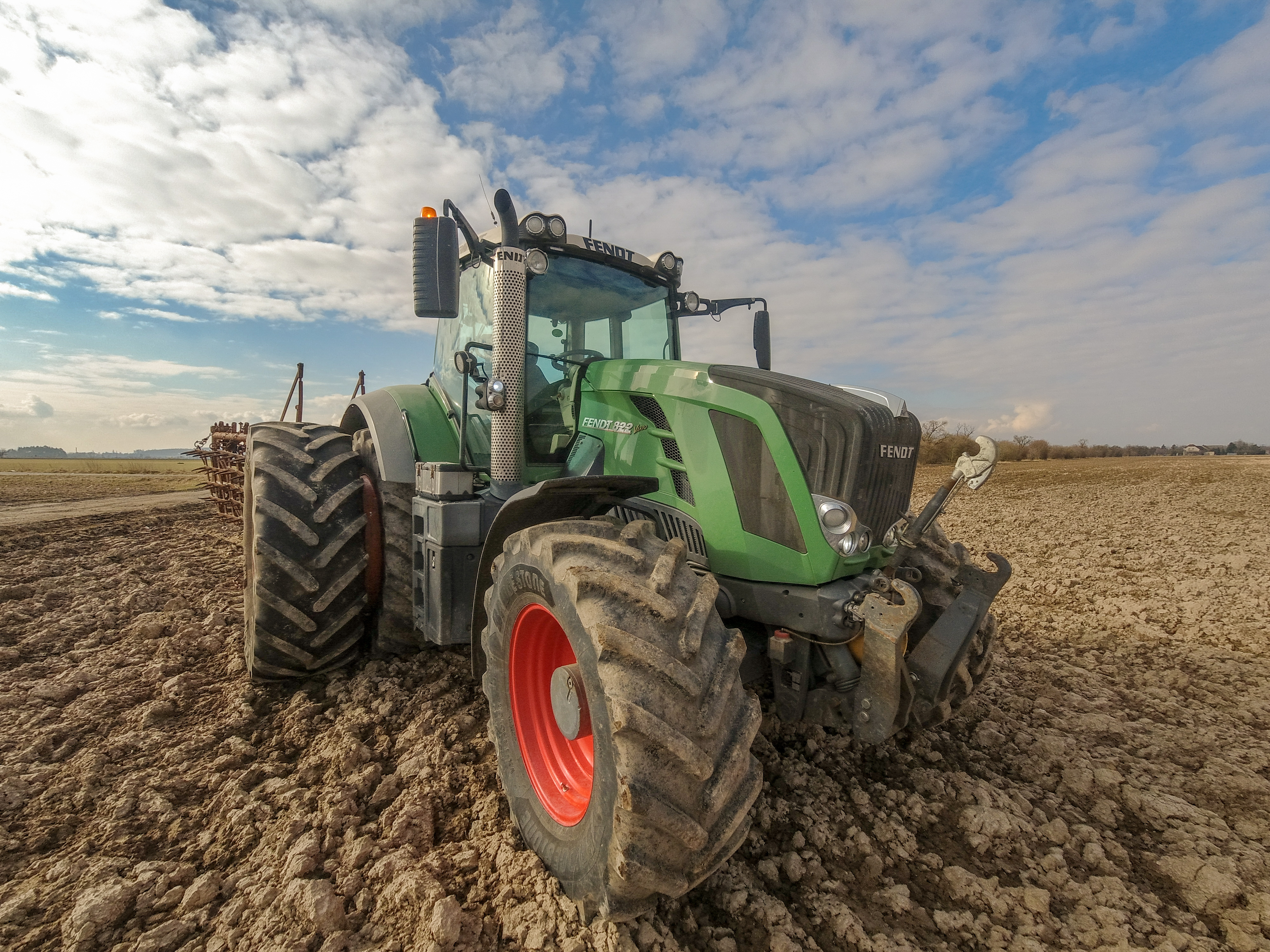
Fendt série 800 Vario starší generace

Fendt je německý výrobce zemědělské techniky a strojů se sídlem v bavorském Marktoberdorfu. Firma vyrábí a prodává celou škálu traktorů, sklízecích mlátiček a lisů na balíky. V roce 1930 ji založil Xaver Fendt a v roce 1997 byla odkoupena americkou společností AGCO Corporation.

## Sortiment
Fendt nabízí traktory o výkonu od 70 do téměř 700 koní, sklízecí mlátičky o výkonu od 220-500 koní, sklízecí řezačky Katana, lisy na válcové a hranolovité balíky, nakladače a průmyslové aplikační traktory.

### Traktory

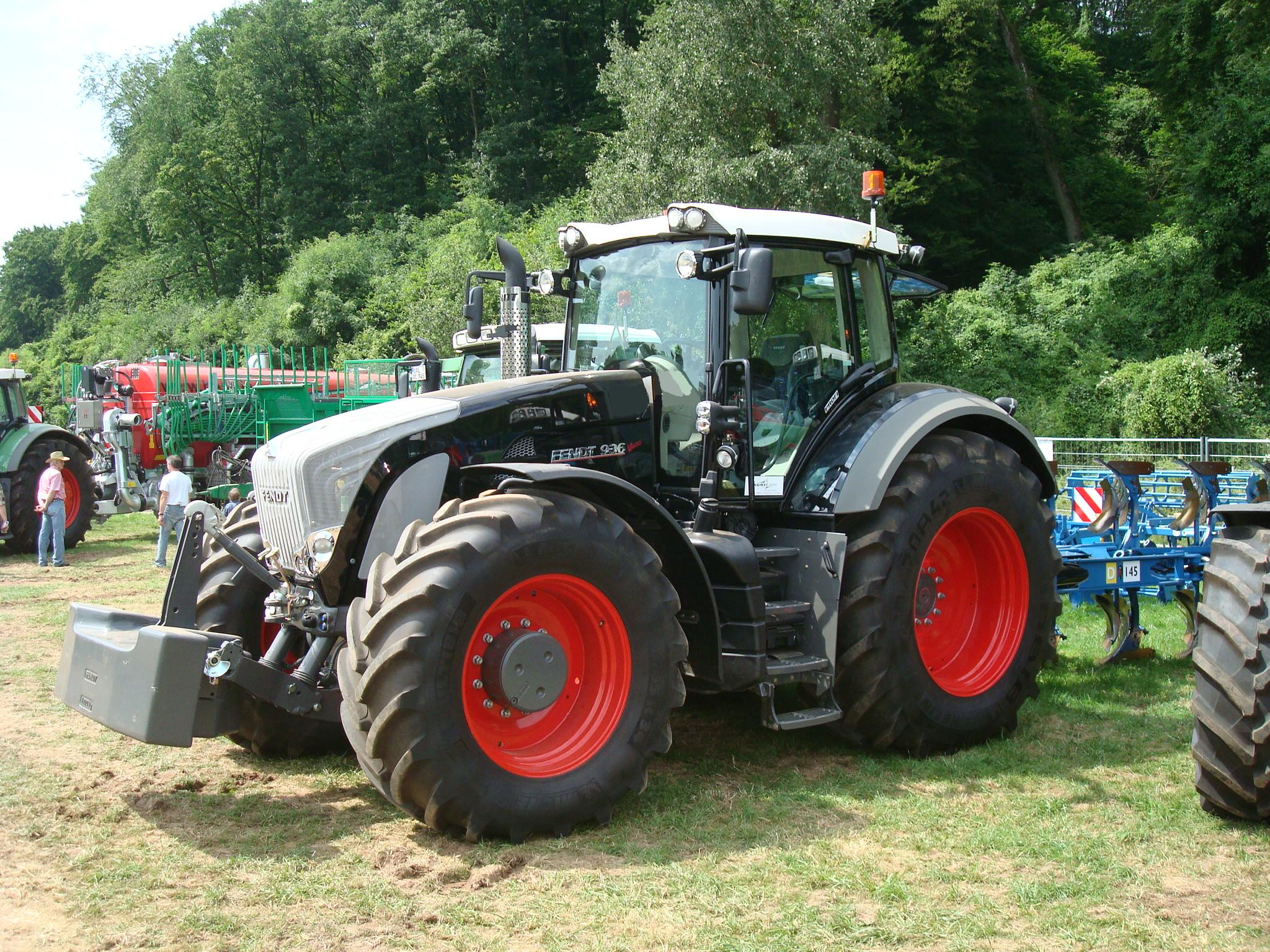
Fendt 936 Vario "Black Beauty", 355 koňový model

| Rozsah              | Rozsah výkonu (hp) |
| ------------------- | ------------------ |
| Série 200 Vario     | 70-115             |
| Série 300 Vario     | 95-145             |
| Série 500 Vario     | 115-155            |
| Série 600 Vario     | 164-224            |
| Série 700 Vario     | 130-303            |
| Série 800 Vario     | 185-287            |
| Série 900 Vario     | 220-415            |
| Série 900 Vario MT  | 380-430            |
| Série 1000 Vario    | 380-515            |
| Série 1100 Vario MT | 510-670            |

### Sklízecí mlátičky
| Rozsah   | Rozsah výkonu (hp) |
| -------- | ------------------ |
| Rozsah E | 220-250            |
| Rozsah L | 243-275            |
| Rozsah C | 270-300            |
| Rozsah P | 310-350            |
| Rozsah R | 459 hp             |
| Rozsah X | 500 hp             |

### Lisy na balíky
| Rozsah                            |
| --------------------------------- |
| Lisy na hranolovité balíky        |
| Variabilní lisy na válcové balíky |

### Sklízecí řezačky Katana

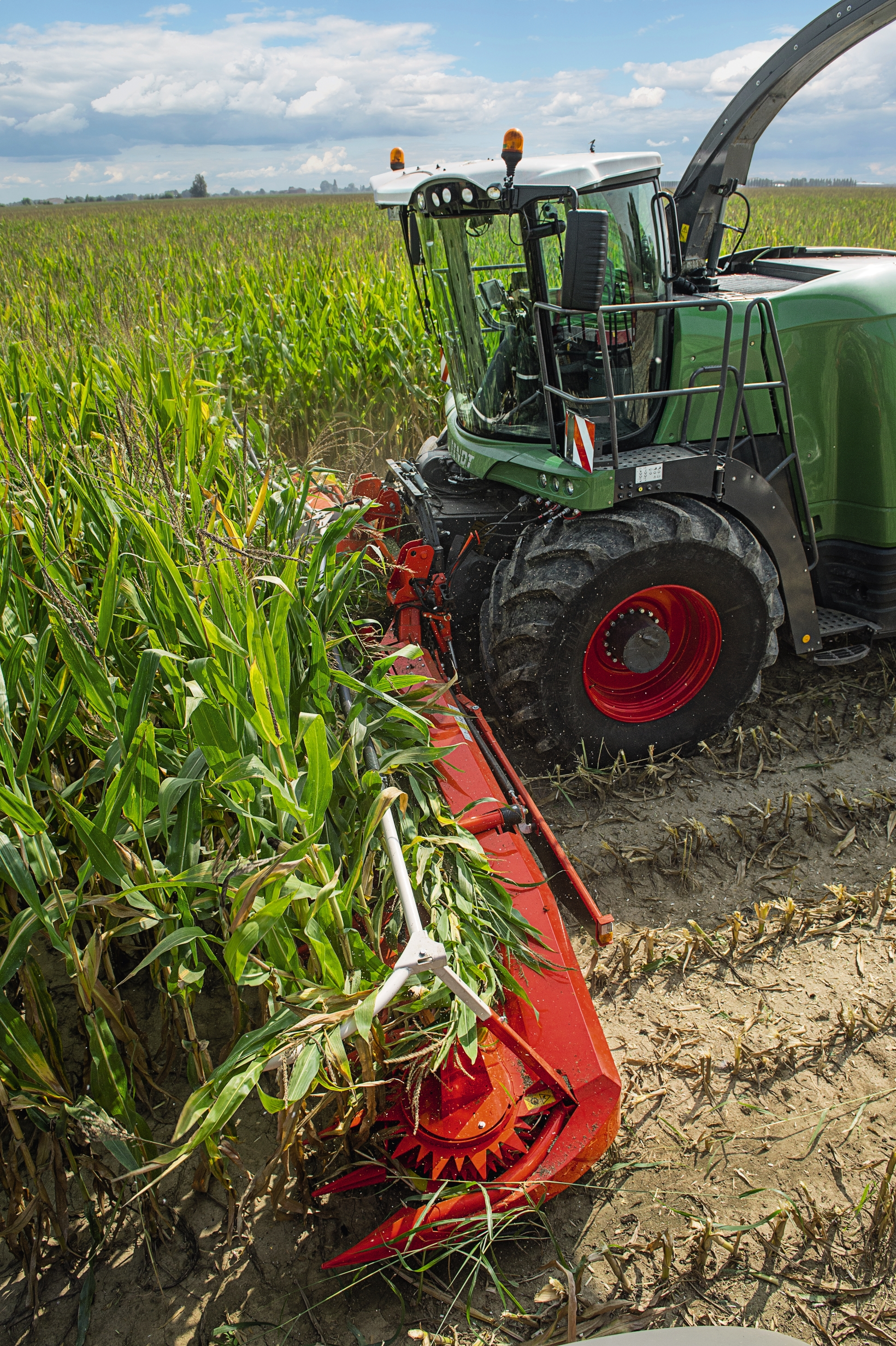
Sklízecí řezačka Katana 85

| Řada      | Výkon v kW (HP) | Objem v cm³ | Hmotnost v kg |
| --------- | --------------- | ----------- | ------------- |
| Katana 65 | 460 (625)       | 15600       | 15200         |
| Katana 65 | 480 (653)       | 16000       | 14400         |
| Katana 85 | 625 (850)       | 21000       | 17850         |

### Ostatní
| Rozsah                                                          |
| --------------------------------------------------------------- |
| Fendt nakladače zboží (pro traktory)                            |
| Fendt Variotronic (elektronický terminál pro traktory/kombajny) |
| Fendt ISU Rozsah (průmyslové traktory)                          |